# Lasiopodomys brandtii
Lasiopodomys brandtii este o specie de rozătoare din familia Cricetidae. Este găsită în China, Mongolia și Rusia.

## Descriere
Lasiopodomys brandtii are o lungime a corpului (inclusiv capul) de până la 130–150 mm iar a cozii de până la 26–35 mm. Urechile sale sunt mici iar culoarea predominantă a blănii este ocru-nisipiu. Pe partea din spate a tălpii sunt fire de păr dese.

## Răspândire și habitat
Lasiopodomys brandtii este găsită în provinciile Mongolia Interioară, Jilin, și Hebei din nord-estul Chinei, în Mongolia și în Transbaikalia din Rusia. Habitatul său este alcătuit din pajiști în China, stepe, păduri și zone semideșertice în Mongolia iar în Rusia din pajiști și stepe uscate.

## Ecologie
Lasiopodomys brandtii este o specie colonială. Se hrănește atât cu părțile subterane ale plantelor, cât și cu cele de la suprafață. Depozite mari de hrană sunt depuse înainte de iarnă (toamna), iar aportul de energie al speciei pare a fi corelat cu durata zilei. În condiții favorabile, femela naște între 4 și 5 rânduri de pui în fiecare an. Populația oscilează mult: în condiții nefavorabile, această specie se poate retrage din unele regiuni, dar atunci când condițiile sunt favorabile pot avea loc izbucniri masive. Astfel de explozii de populație se întâmplă uneori în Mongolia când sunt invadate multe hectare de pășuni; acest lucru dăunează nutrețurilor. Prin excavarea vizuinelor, Lasiopodomys brandtii pot aduce la suprafață sol de proastă calitate și salin.
Lasiopodomys brandtii răspândește boli. Printre animalele care o vânează se numără vulpile și pisica manul.

## Stare de conservare
Arealul speciei Lasiopodomys brandtii este larg, populația sa este mare și per total nu au fost identificate amenințări majore, așa că Uniunea Internațională pentru Conservarea Naturii a clasificat-o ca fiind o specie neamenințată cu dispariția. Populația este considerată stabilă de IUCN și în jur de 4 % din arealul său din Mongolia se află pe teritoriul unor arii protejate.